# زمین‌لرزه ۱۹۹۰ ایتالیا
زمین‌لرزه ایتالیا  در تاریخ ۱۳ دسامبر ۱۹۹۰ میلادی، برابر با ‎۲۲ آذر ۱۳۶۹، ساعت ۰:۲۴:۲۵ به زمان یوتی‌سی در ایتالیا رخ داد. ژرفای این زلزله ۱۲٫۱ کیلومتر بود، و بزرگی آن ۵٫۸ در مقیاس Mw اعلام شده‌است. زمین‌لرزه به وقت محلی در روز پنج‌شنبه، ساعت ۱ روی داده و منطقه زمانی آن یوتی‌سی +۱ بوده‌است (با لحاظ تغییر ساعت تابستانی).
سازمان زمین‌شناسی آمریکا نیز رومرکز این زمین‌لرزه را در مختصات ۳۷°۱۸′۰۰″شمالی ۱۵°۲۶′۱۷″شرقی / ۳۷٫۳°شمالی ۱۵٫۴۳۸°شرقی و ژرفای آنرا در ۱۱ کیلومتر گزارش کرده‌است. بزرگی برگزیدهٔ این سازمان از میان بزرگیهای محاسبه‌شدهٔ مختلف ۵٫۶ در مقیاس Mw بوده و از دید اثر، در میان چهار دسته‌بندی «نامحسوس»، «محسوس»، «زیان‌آور» یا «با تلفات»، زلزله را «با تلفات» اعلام کرده‌است.
پروژهٔ «تنسور گشتاور مرکزوار» زاویه‌های (راستا، شیب، ریک) گسل سازندهٔ زمین‌لرزه و صفحه عمود بر آنرا (°۲۷۴، °۶۴، °۱۷۴) یا (°۷، °۸۵، °۲۶) و نوع گسل را «امتدادلغز» فرارسانده‌است.
شمار کشتگان زلزله حدود ۱۹ نفر بوده‌است.تعداد زخمیان ۳ نفر برآورده شده‌است.بی‌خانمان شدگان نیز ۲۵۰۰ نفر اعلام شده‌است.